# Impatiens walleriana
Impatiens walleriana é uma planta da família das balsamináceas, conhecida também pelos nomes de beijinho, avenca, venca, vinca, beijo-turco e maria-sem-vergonha, no Brasil, e alegria-do-lar, em Portugal.
É uma espécie nativa do leste da África, na região da Quênia e de Moçambique. É uma planta herbácea perene que cresce de 15 a 60 centímetros de altura, com grandes folhas lanceoladas de 3 a 12 cm de comprimento e 2 a 5 cm de largura. As folhas são alternadas na maior parte, embora possam ser opostas perto do topo da planta. As flores possuem cinco pétalas e podem ser das mais diversas cores.

## Cultivo
Planta de folhas macias e caule suculento e verde com diversas variedades. Muito fácil de cultivar, não exige cuidados especiais. Adaptou-se tão bem ao Brasil que surge espontaneamente em jardins urbanos e matas naturais, sendo considerada daninha em determinadas situações (por isso é chamada de maria-sem-vergonha). Forma frutinhos verdes e suculentos, ocos, com muitas sementes, que quando maduros estouram ao mais leve toque. De crescimento rápido, gosta de umidade e prefere o calor.
Pode ser cultivada em diversos tipos de solo, com frequência de regas baseadas na humidade, a pleno sol ou a meia-sombra. Pode ser cultivada em vasos e floreiras, ou em maciços e bordaduras no jardim. Multiplica-se por sementes e estaquia. 